# رامین رضاییان
رامین رضاییان سمسکندی (زادهٔ ۱ فروردین ۱۳۶۹) بازیکن فوتبال اهل ایران است که در پست دفاع راست برای باشگاه فوتبال استقلال تهران در لیگ برتر خلیج فارس بازی می‌کند.
وی سابقه عضویت در تیم‌های صبای قم، راه‌آهن، پرسپولیس، اوستنده، الشحانیه، الدحیل، السیلیه، سپاهان و استقلال را دارد.

## دوران باشگاهی

### صبای قم
او با انجام دادن ۹۸ بازی رسمی و به ثمر رساندن ۷ گل در باشگاه صبای قم، فوتبال حرفه‌ای خود را آغاز کرد.

### راه‌آهن
رامین رضاییان ۵۴ بازی رسمی برای باشگاه راه‌آهن انجام داده است و ۱۱ گل نیز در طول حضورش در این تیم به ثمر رسانده است؛ پس از چند نمایش موفق در راه‌آهن (فصل۲۰۱۴–۱۵)، رامین رضاییان توسط کارلوس کی‌روش به تیم ملی ایران دعوت شد. در همان سال رامین رضاییان به عنوان گلزن‌ترین مدافع لیگ برتر دوره چهاردهم شناخته شد.

### پرسپولیس تهران
رامین رضاییان در فصل ۱۳۹۴–۱۳۹۵ لیگ برتر فوتبال ایران با قراردادی ۲ ساله به پرسپولیس پیوست؛ رامین رضاییان اولین گل خود برای پرسپولیس را در پیروزی ۲–۰ پرسپولیس مقابل سیاه‌جامگان زد. در ۲۶ دسامبر ۲۰۱۵، رضائیان یک ضربه آزاد ۳۰ یاردی در برابر پدیده خراسان در وقت اضافه گل زد تا گل دوم را به ثمر برساند و بازی ۲–۲ مساوی شود.در تیرماه ۱۳۹۵، وی با اینکه برای فصل بعد هم با پرسپولیس قرار داد داشت ولی با توجه به بندی که در قرار دادش بود این قرارداد را به صورت یک طرفه فسخ کرد و به باشگاه چای‌کار ریزه‌اسپور ترکیه پیوست. رضائیان که به همراه ریزه اسپور به اردوی اتریش نیز رفته بود، بعد از مشکلاتی که با این تیم داشت، قراردادش را فسخ کرد؛ و به تیم سابقش بازگشت. وی در ۲۳ بهمن ۱۴۰۰، با قراردادی ۶ ماهه به پرسپولیس پیوست.

### اوستنده بلژیک
رامین رضاییان در ۹ ژوئیه ۲۰۱۷ با یک قرارداد دو ساله به باشگاه اوستنده بلژیک پیوست. وی در فصل ۲۰۱۸–۲۰۱۷ لیگ ژوپیتر بلژیک برای تیم اوستنده به میدان رفت و اولین دیدار خود را روز هشتم مرداد ماه انجام داد. همچنین تا به اینجا کار یکی از مهم‌ترین بازی‌های رامین رضاییان برای اوستنده در برابر المپیک مارسی بود؛ و اولین گل خود را در برابر لوکرن به ثمر رساند.

### الشحانیه قطر
در ۱۴ آبان ۱۳۹۷، رضاییان با قراردادی یک‌ساله به باشگاه الشحانیه پیوست.

### الدحیل قطر
در ۱ شهریور ۱۳۹۹، رضاییان با قراردادی دو ساله به الدحیل پیوست.

### السیلیه قطر
در ۱۲ دی ۱۳۹۹، رضاییان، مدافع تیم فوتبال الدحیل پس از آن که در فهرست مازاد صبری لموشی، سرمربی این تیم قرار گرفت، به صورت قرضی به تیم فوتبال السیلیه پیوست.

### سپاهان اصفهان
رضاییان در ۲۴ تیر ۱۴۰۱ با قراردادی یک ساله سپاهان اصفهان پیوست.
رضاییان با سپاهانقهرمان جام حذفی شد و روزهای درخشانی در را در تیم پشت سر گذاشت. وی در مجموع در ۷۰ بازی برای سپاهان در لیگ برتر، جام حذفی و لیگ قهرمانان آسیا به میدان رفت. رامین در این تعداد بازی ۲۰ بار دروازه حریفان را باز کرد. رضاییان ۱۹ پاس گل هم داد و در مجموع روی نزدیک به ۴۰ گل تاثیرگذار بود. وی پس از پایان اخرین بازی جام حذفی اعلام داشت که در فصل بعد در سپاهان توپ نخواهد زد و از سپاهان جدا شد.

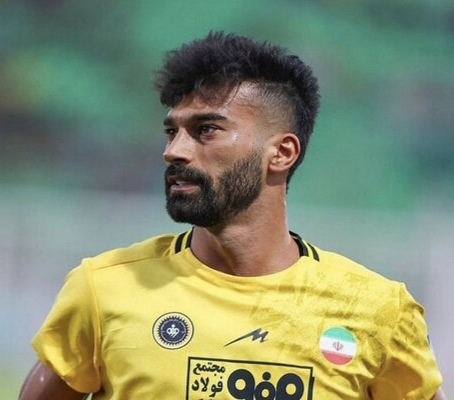
رامین رضاییان

### استقلال تهران
رامین رضاییان در ۲۴ تیر ۱۴۰۳، با قراردادای یک ساله به تیم فوتبال استقلال پیوست. وی در اولین بازی خود برای استقلال در مقابل شمس‌آذر در قزوین با پاس گلی که در دقایق پایانی به محمدحسین اسلامی داد نتیجه بازی را به سود استقلال تغییر داد و این بازی با برد ۲–۱ استقلال به پایان رسید. رضاییان در دومین بازی خود برای استقلال در مقابل ملوان در قزوین به میدان رفت و موفق شد دو گل از نقطه پنالتی برای آبی پوشان به ثمر برساند و ضمن نخستین گلش برای استقلال توانست بهترین بازیکن زمین شود. او همچنین در شهرآورد تهران موفق به ثبت پاس گل شد.
اولین گل آسیایی او با پیراهن استقلال مقابل تیم الغرافه قطر در لیگ نخبگان آسیا رقم خورد و در روزی که استقلال توانست با نتیجه ۳–۰ رقیب قطری خود را شکست دهد او نیز توانست یکی از این گل ها را به ثمر برساند تا اولین گل آسیایی او با پیراهن آبی های ایران به ثمر برسد.
وی در مسابقات جام حذفی نیز توانست اولین گلش با پیراهن استقلال را در مسابقات جام حذفی به ثمر برساند جایی که او در مرحله یک هشتم نهایی مسابقات جام حذفی در مقابل تیم شمس آذر توانست در وقت های اضافه برای استقلال گلزنی کند.

## آمار باشگاهی
| باشگاه         | دسته           | فصل            | لیگ      | لیگ      | جام حذفی | جام حذفی | آسیا  | آسیا  | مجموع | مجموع |
| باشگاه         | دسته           | فصل            | بازی     | گل       | بازی     | گل       | بازی  | گل    | بازی  | گل    |
| -------------- | -------------- | -------------- | -------- | -------- | -------- | -------- | ----- | ----- | ----- | ----- |
| صبای قم        | لیگ برتر       | ۸۹–۱۳۸۸        | ۲۰       | ۱        | ۰        | ۰        | _     | _     | ۲۰    | ۱     |
| صبای قم        | لیگ برتر       | ۹۰–۱۳۸۹        | ۲۳       | ۱        | ۱        | ۰        | _     | _     | ۲۴    | ۱     |
| صبای قم        | لیگ برتر       | ۹۱–۱۳۹۰        | ۲۴       | ۰        | ۲        | ۰        | _     | _     | ۲۶    | ۰     |
| صبای قم        | لیگ برتر       | ۹۲–۱۳۹۱        | ۳۱       | ۵        | ۰        | ۰        | ۱     | ۰     | ۳۲    | ۵     |
| مجموع صبای قم  | مجموع صبای قم  | مجموع صبای قم  | ۹۸       | ۷        | ۳        | ۰        | ۱     | ۰     | ۱۰۲   | ۷     |
| راه‌آهن         | لیگ برتر       | ۹۳–۱۳۹۲        | ۲۷       | ۲        | ۳        | ۲        | _     | _     | ۳۰    | ۴     |
| راه‌آهن         | لیگ برتر       | ۹۴–۱۳۹۳        | ۲۷       | ۹        | ۲        | ۰        | _     | _     | ۲۹    | ۹     |
| مجموع راه‌آهن   | مجموع راه‌آهن   | مجموع راه‌آهن   | ۵۴       | ۱۱       | ۵        | ۲        | _     | _     | ۵۹    | ۱۳    |
| پرسپولیس       | لیگ برتر       | ۹۵–۱۳۹۴        | ۲۲       | ۳        | ۲        | ۰        | _     | _     | ۲۴    | ۳     |
| پرسپولیس       | لیگ برتر       | ۹۶–۱۳۹۵        | ۱۸       | ۶        | ۱        | ۰        | _     | _     | ۱۹    | ۶     |
| مجموع پرسپولیس | مجموع پرسپولیس | مجموع پرسپولیس | ۴۰       | ۹        | ۳        | ۰        | _     | _     | ۴۳    | ۹     |
| باشگاه         | دسته           | فصل            | لیگ      | لیگ      | جام حذفی | جام حذفی | اروپا | اروپا | مجموع | مجموع |
| باشگاه         | دسته           | فصل            | بازی     | گل       | بازی     | گل       | بازی  | گل    | بازی  | گل    |
| اوستنده        | لیگ برتر       | ۲۰۱۷–۲۰۱۸      | ۱۶       | ۱        | ۲        | ۰        | ۲     | ۰     | ۲۰    | ۱     |
| مجموع اوستنده  | مجموع اوستنده  | مجموع اوستنده  | ۱۶       | ۱        | ۲        | ۰        | ۲     | ۰     | ۲۰    | ۱     |
| الشحانیه       | لیگ قطر        | ۲۰۱۸–۲۰۱۹      | ۱۱       | ۴        | ۰        | ۰        | _     | _     | ۱۱    | ۴     |
| الشحانیه       | لیگ قطر        | ۲۰۱۹–۲۰۲۰      | ۲۲       | ۱۳       | ۰        | ۰        | _     | _     | ۲۲    | ۱۳    |
| مجموع الشحانیه | مجموع الشحانیه | مجموع الشحانیه | ۳۳       | ۱۷       | ۰        | ۰        | _     | _     | ۳۳    | ۱۷    |
| الدحیل         | لیگ قطر        | ۲۰۲۰–۲۰۲۱      | ۱۰       | ۲        | ۰        | ۰        | ۲     | ۱     | ۱۲    | ۳     |
| مجموع الدحیل   | مجموع الدحیل   | مجموع الدحیل   | ۱۰       | ۲        | ۰        | ۰        | ۲     | ۱     | ۱۲    | ۳     |
| السیلیه        | لیگ قطر        | ۲۰۲۰–۲۰۲۱      | ۱۱       | ۳        | ۰        | ۰        | _     | _     | ۱۱    | ۳     |
| السیلیه        | لیگ قطر        | ۲۰۲۱–۲۰۲۲      | ۹        | ۲        | ۰        | ۰        | _     | _     | ۹     | ۲     |
| مجموع السیلیه  | مجموع السیلیه  | مجموع السیلیه  | ۲۰       | ۵        | ۰        | ۰        | _     | _     | ۲۰    | ۵     |
| باشگاه         | دسته           | فصل            | لیگ برتر | لیگ برتر | جام حذفی | جام حذفی | آسیا  | آسیا  | مجموع | مجموع |
| باشگاه         | دسته           | فصل            | بازی     | گل       | بازی     | گل       | بازی  | گل    | بازی  | گل    |
| پرسپولیس       | لیگ برتر       | ۰۱–۱۴۰۰        | ۱۳       | ۰        | ۱        | ۰        | ۰     | ۰     | ۱۴    | ۰     |
| مجموع پرسپولیس | مجموع پرسپولیس | مجموع پرسپولیس | ۱۲       | ۰        | ۱        | ۰        | ۰     | ۰     | ۱۴    | ۰     |
| سپاهان         | لیگ برتر       | ۰۲–۱۴۰۱        | ۲۹       | ۷        | ۲        | ۰        | ۰     | ۰     | ۳۱    | ۷     |
| سپاهان         | لیگ برتر       | ۰۳–۱۴۰۲        | ۲۷       | ۸        | ۵        | ۱        | ۷     | ۵     | ۳۹    | ۱۴    |
| مجموع سپاهان   | مجموع سپاهان   | مجموع سپاهان   | ۵۶       | ۱۵       | ۷        | ۱        | ۷     | ۵     | ۷۰    | ۲۱    |
| استقلال        | لیگ برتر       | ۰۴–۱۴۰۳        | ۲۸       | ۱۰       | ۴        | ۲        | ۱۰    | ۱     | ۴۲    | ۱۳    |
| مجموع استقلال  | مجموع استقلال  | مجموع استقلال  | ۲۸       | ۱۰       | ۴        | ۲        | ۱۰    | ۱     | ۴۲    | ۱۳    |
| مجموع آمار     | مجموع آمار     | مجموع آمار     | ۳۷۷      | ۷۷       | ۲۵       | ۵        | ۲۲    | ۷     | ۴۲۴   | ۸۹    |

## دوران ملی

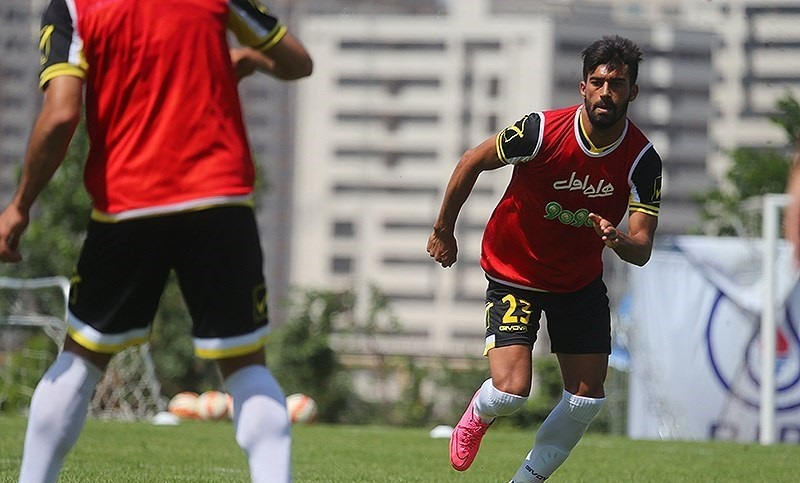
رضاییان در تمرین ایران در ۲۰۱۶. او از سال ۲۰۱۶ توانست جایگاه خود را در تیم فوتبال ایران پایدار سازد.

او در تاریخ ۳۰ دسامبر ۲۰۱۴ توسط کارلوس کی‌روش به ترکیب ایران در جام ملت‌های آسیا ۲۰۱۵ فراخوانده شد.
او در تاریخ ۴ ژانویه ۲۰۱۵ اولین بازی خود را در یک بازی دوستانه در برابر عراق انجام داد. او همچنین بازی یک بازی دوستانه مقابل سوئد انجام داد. رضاییان اولین گل ملی خود را در تاریخ ۱۷ نوامبر ۲۰۱۵ در پیروزی ۶–۰ در برابر گوآم به ثمر رساند. او موفق شد به‌همراه تیم ملی ایران به‌عنوان نخستین تیم آسیایی (و سومین تیم جهان پس از میزبان و برزیل) به جام جهانی ۲۰۱۸ صعود کند.
رامین رضائیان در جام جهانی ۲۰۲۲ قطر مقابل تیم ولز ۱ گل به ثمر رساند و نتیجه بازی ۲ بر صفر به نفع ایران تمام شد. گل اول توسط روزبه چشمی و گل دوم توسط رامین رضاییان به ثمر رسید.

## آمار ملی

### بازی‌های ملی
تا تاریخ ۲۶ مارس ۲۰۲۴
| ایران | ایران | ایران | ایران  |
| سال   | بازی  | گل    | پاس گل |
| ----- | ----- | ----- | ------ |
| ۲۰۱۵  | ۷     | ۱     | ۲      |
| ۲۰۱۶  | ۹     | ۱     | ۱      |
| ۲۰۱۷  | ۸     | ۰     | ۰      |
| ۲۰۱۸  | ۱۱    | ۰     | ۱      |
| ۲۰۱۹  | ۱۰    | ۰     | ۳      |
| ۲۰۲۲  | ۳     | ۱     | ۰      |
| ۲۰۲۳  | ۱۰    | ۳     | ۵      |
| ۲۰۲۴  | ۷     | ۰     | ۰      |
| مجموع | ۶۵    | ۶     | ۱۲     |

### گل‌های ملی
| شماره | تاریخ          | میزبان   | بازی ملی | حریف          | نتیجه | رقابت                  |
| ----- | -------------- | -------- | -------- | ------------- | ----- | ---------------------- |
| ۱     | ۱۷ نوامبر ۲۰۱۵ | ددیدو    | ۷        | گوآم          | ۶–۰   | مقدماتی جام جهانی ۲۰۱۸ |
| ۲     | ۱۰ نوامبر ۲۰۱۶ | شاه عالم | ۱۵       | پاپوآ گینهٔ نو | ۸–۱   | دوستانه                |
| ۳     | ۲۵ نوامبر ۲۰۲۲ | الریان   | ۴۷       | ولز           | ۲–۰   | جام جهانی ۲۰۲۲ قطر     |
| ۴     | ۲۸ مارس ۲۰۲۳   | تهران    | ۵۰       | کنیا          | ۲–۱   | دوستانه                |
| ۵     | ۱۶ نوامبر ۲۰۲۳ | تهران    | ۵۷       | هنگ کنگ       | ۴–۰   | مقدماتی جام جهانی ۲۰۲۶ |
| ۶     | ۲۱ نوامبر ۲۰۲۳ | تاشکند   | ۵۸       | ازبکستان      | ۲–۲   | مقدماتی جام جهانی ۲۰۲۶ |

## افتخارات

### باشگاهی

#### پرسپولیس
- لیگ برتر خلیج فارس
  - قهرمان (۱): ۱۳۹۶–۱۳۹۵
  - نایب قهرمان (۲): ۱۳۹۵–۱۳۹۴، ۱۴۰۱–۱۴۰۰

#### سپاهان
- لیگ برتر خلیج فارس
  - نایب قهرمان (۱): ۱۴۰۲–۱۴۰۱
- جام حذفی
  - قهرمان (۱): ۰۳−۱۴۰۲

#### السیلیه
- جام ستارگان قطر
  - قهرمان (۱): ۲۰۲۰-۲۱[۲۶]

- جام حذفی فوتبال قطر
  - قهرمان (۱): ۲۰۲۱[۲۷]

### استقلال
- جام حذفی
  - قهرمان (۱): ۰۴–۱۴۰۳
- سوپر جام
  - نایب قهرمان (۱): ۱۴۰۴

### فردی
- تیم فصل لیگ برتر خلیج فارس : ۹۴–۱۳۹۳
- تیم فصل لیگ برتر خلیج فارس : ۹۵–۱۳۹۴
- تیم فصل لیگ برتر خلیج فارس : ۱۴۰۲–۱۴۰۱
- بهترین دفاع راست سال ۱۴۰۱ به انتخاب نوروز فوتبالی
- بهترین دفاع راست سال ۱۴۰۲ به انتخاب نوروز فوتبالی
- بهترین دفاع راست سال۱۴۰۳  به انتخاب نوروز فوتبالی
- حضور در تیم منتخب سال ۱۳۹۳ به انتخاب نوروز فوتبالی
- حضور در تیم منتخب سال ۱۳۹۴ به انتخاب نوروز فوتبالی
- حضور در تیم منتخب سال ۱۴۰۱ به انتخاب نوروز فوتبالی
- حضور در تیم منتخب سال ۱۴۰۲ به انتخاب نوروز فوتبالی
- حضور در تیم منتخب سال ۱۴۰۳ به انتخاب نوروز فوتبالی
- مرد سال فوتبال ایران با انتخاب کارشناسان: ۱۴۰۲
- مرد سال فوتبال ایران با انتخاب آرای مردمی نوروز فوتبالی: ۱۴۰۳ [۲۸]
- حضور در تیم منتخب مرحله گروهی لیگ قهرمانان آسیا: ۲۰۲۳—۲۰۲۴
- بهترین بازیکن لیگ قهرمانان آسیا:۲۰۲۳—۲۰۲۴ (نفر ششم)
- جایزه مرد سال فوتبال ایران: ۱۴۰۳_۱۴۰۲

## حاشیه‌ها
در ۶ دی ۱۴۰۳، پیش از دیدار تیم‌های چادرملو اردکان و استقلال در یزد، هنگامی که رامین رضاییان در اتوبوس حامل بازیکنان استقلال حضور داشت، یک هوادار زن، داخل اتوبوس شد و رضاییان را در آغوش خود کشید. در پی این رخداد، رضاییان به کمیته اخلاق فدراسیون فوتبال احضار شد. کمیته اخلاق، این اقدام را «رفتار غیر ورزشی و غیراخلاقی» خواند؛ و درحالی‌که آن را «مغایر با قوانین اسلامی جاری در ایران» توصیف کرد، رضاییان را به پرداخت ۵۱ میلیون تومان جریمه نقدی محکوم کرد. این هوادار زن که برای تماشای مسابقه فوتبال به ورزشگاه رفته بود، در مصاحبه‌ای گفت «به شدت» طرفدار رامین رضاییان است و او را در هر تیمی که باشد تشویق می‌کند.